# دوشیزه‌ماهی هاوایی
دوشیزه‌ماهی هاوایی (نام علمی: Dascyllus albisella) نام یک گونه از تیره شقایق‌ماهیان است.